# Enosmaeus cubanus
Enosmaeus cubanus é uma espécie de Cerambicídeos da tribo Achrysonini, com distribuição nas Grandes Antilhas.

## Distribuição
A espécie tem distribuição em Cuba, Haiti, Porto Rico e República Dominicana.